# Yahoo (banda)
Yahoo é uma banda brasileira de pop rock e hard rock formada no Rio de Janeiro em 1988.
A banda ficou conhecida por fazer versões do hard rock internacional com letras em português, alcançando enorme sucesso nas décadas de 1980 e 1990.

## História

### Início e Auge
O Yahoo foi fundado em 1988 pelo guitarrista Robertinho de Recife, e contando com os músicos Zé Henrique (baixo e vocal), Marcelo Azevedo (teclado, guitarra e vocal) e Marcelão (bateria e vocal). 
O disco de estreia da banda, intitulado apenas como Yahoo, ganhou destaque nacional com a canção "Mordida de Amor" (versão de "Love Bites", do Def Leppard), que foi tema da telenovela Bebê a Bordo. A música foi a mais tocada nas rádios no ano de 1988 e a banda se apresentou no programa Globo de Ouro da Rede Globo. Outras canções que se destacaram neste disco foram "Pra Você Voltar" e "Delicious", esta última tema da novela O Salvador da Pátria.
No ano seguinte, com álbum novo, Oração da Vitória, a banda conseguiu emplacar outro sucesso: desta vez a canção "Anjo" (versão de "Angel" do Aerosmith), que foi tema da novela O Sexo dos Anjos. Agora, a banda contava com um novo integrante, Val Martins, que mais tarde, viria a se tornar um bem-sucedido cantor gospel.
Em 1990, já sem Robertinho, o Yahoo lançou o álbum Yahoo 3. O disco não obteve o mesmo sucesso que os anteriores, mas destaque para as canções "Sonho Encantado" (tema da novela Barriga de Aluguel), "Veneno" e "Somos a Luz da Manhã", as duas últimas temas do filme Sonho de Verão, no qual os músicos faziam parte do elenco.
Passando o ano de 1991 sem lançar nenhum disco, o Yahoo voltou em 1992 com o álbum Pára-Raio. Novamente com cinco integrantes (desta vez, quem entrou foi o guitarrista Serginho Knust, que já tocava com a banda como músico contratado desde 1989), a banda grava um álbum quase todo com músicas de hard rock. As canções "Pára-Raio" (versão de "Hide Your Heart", do Kiss), "Sozinho" (versão de "Reflections of my life", do The Marmalade), e "Como o Vento" (versão de "Wind of Change", da banda Scorpions) mostram isso. Destaque também para a romântica "Paixão Esquecida", tema da novela Deus Nos Acuda.
Em 1994, o álbum Caminhos de Sol deu uma nova alavancada na carreira da banda, que desta vez, já não contava com o guitarrista e tecladista Marcelo Azevedo. A canção "Caminhos de Sol" foi tema da novela A Viagem e emplacou em todas as rádios brasileiras.
Fizeram uma versão da música "Right Here Waiting" do cantor Richard Marx, que também ganhou uma versão da dupla sertaneja Leandro & Leonardo, chamada "Você é Desejo e Eu Sou Paixão".
Em 1996, já sem fôlego e com a popularização de ritmos como axé e sertanejo, a banda sai da grande mídia. Lançam o álbum Arquivo, sem tanta atenção da própria banda, que acaba se desfazendo e voltando suas atividades para seu estúdio de gravação, o Yahoo Studio, um dos mais requisitados estúdios de gravação e produção do Brasil.

### Retorno
Após dez anos sem gravar, em 2006 o Yahoo volta lançando o álbum Versões, que traz os maiores sucessos do hard rock em versões em português. O disco conta com músicas de bandas como Journey, Kiss e Poison.
Em 2008, a banda lança um novo disco, Yahoo 20 Anos - Ao Vivo, em comemoração aos 20 anos de carreira. A canção inédita "De Volta Para o Amor" foi incluída na trilha sonora da telenovela Negócio da China, da Rede Globo. Nesse meio tempo, o Yahoo grava a canção "Alô Menina", versão da música "Hey there Delilah", da banda Plain White T's.
Em 2010, Val Martins e Sergio Knust saem da banda.
No ano de 2011, o Yahoo grava a música "Tão Pouco", com a dupla sertaneja Alan & Alex, alcançando um sucesso razoável. 
Em 2012, o Yahoo lança o CD/DVD Yahoo Flashnight - Ao Vivo, com grandes sucessos nacionais e internacionais das décadas de 80 e 90, entre eles músicas compostas ou produzidas pela própria banda, além de músicas consagradas por outros grandes artistas como Creedence Clearwater Revival, Nazareth, Roupa Nova, Titãs, Nenhum de Nós, entre outros. Neste álbum, a banda conta com dois integrantes novos, Rodrigo Novaes e Ricardo Aspira. Desse modo, a banda voltou a ter duas guitarras, dando-lhe uma identidade mais rock. Ainda em 2012, o Yahoo lançou o single "500 Dias Juntos", chegando a tocar em algumas rádios do país.
No ano de 2013, o Yahoo lança o CD Yahoo 25, primeiro álbum integral de inéditas desde o Arquivo, de 1996. Destaques para "A Águia e o Falcão", "Cores de Setembro" (que ganhou um videoclipe), "Nada x Nada" e "Sem ti". O CD traz também uma releitura de "Mordida de amor", que acaba entrando na trilha sonora da novela global Sangue Bom. 
Em 2016, sai o Yahoo Clássicos, onde são regravados grandes sucessos da banda. Além das músicas já carimbadas, estão presentes nesse trabalho alguns lado B; como a "Estranho paraíso", "Nunca Mais", "Miragem" e "Oração da Vitória". Yahoo Clássicos é o primeiro trabalho da banda que sai apenas nas plataformas de streaming. O álbum traz ainda uma faixa inédita chamada "Tô voltando pra você". Ainda em 2016, sai o videoclipe de "Sonhando acordado", canção presente nesse último álbum.
Em 2017, sai também o videoclipe de "Rádio Blá", música de grande sucesso na voz de Lobão, nos anos 80.
Em 2018, a banda anuncia um novo projeto chamado Yahoo Encontros, que traz parcerias com Fagner, Erasmo Carlos, Daniel, Biquini Cavadão, Frejat, Cláudia Leitte, entre outros. Em 8 de dezembro do mesmo ano, morre em um acidente automobilístico Sérgio Knust, ex-integrante da banda, deixando consternados fãs e atuais membros do Yahoo.
Em 2019, começam a sair os singles do projeto Yahoo Encontros; são eles: "A paz", "Paralelas", "Assim caminha a humanidade" e "Sonhos". Nesse mesmo ano, a banda sai em turnê pelo Brasil em parceria com Willie de Oliveira (ex-Rádio Táxi) e Marcus Menna (LS Jack).
Em 2020, em meio a pandemia do coronavírus, o estúdio da Banda Yahoo, localizado na Barra da Tijuca, na Zona Oeste do Rio, foi invadido e roubado. Os bandidos levaram diversos equipamentos, dentre eles a mesa de som, microfones, teclado, as quatro guitarras e um teclado. O valor do prejuízo foi de R$ 300 mil.

## Discografia
- 1988 - Yahoo
- 1989 - Oração da Vitória
- 1990 - 3
- 1992 - Pára-Raio
- 1994 - Caminhos de Sol
- 1996 - Arquivo
- 2005 - Versões
- 2008 - 20 Anos - Ao Vivo
- 2012 - Flashnight - Ao Vivo
- 2013 - 25
- 2016 - Clássicos

## Integrantes

### Formação atual
- Zé Henrique (1988-1996 / 2006-atualmente) - Baixo, violão e vocal
- Rodrigo Novaes (2010-2017 / 2023-atualmente) - Guitarra, violão e vocal
- Marcelão (1988-1996 / 2006-atualmente) - bateria, percussão e teclado
- Leo Mendes (2023-atualmente) - teclado, violão e vocal

### Ex-integrantes
- Robertinho de Recife (1988-1989) - guitarra e vocal
- Marcelo Azevedo (1988-1993) - teclado e vocal
- Ricardo Rodrigues (2010-2023) - guitarra, violão, teclado e vocal
- Val Martins (1989-1996 e 2006-2010) - teclado e vocal
- Sérgio Knust (1989-1996 e 2006-2010) - guitarra, violão e vocal